# Joseph Green Cogswell

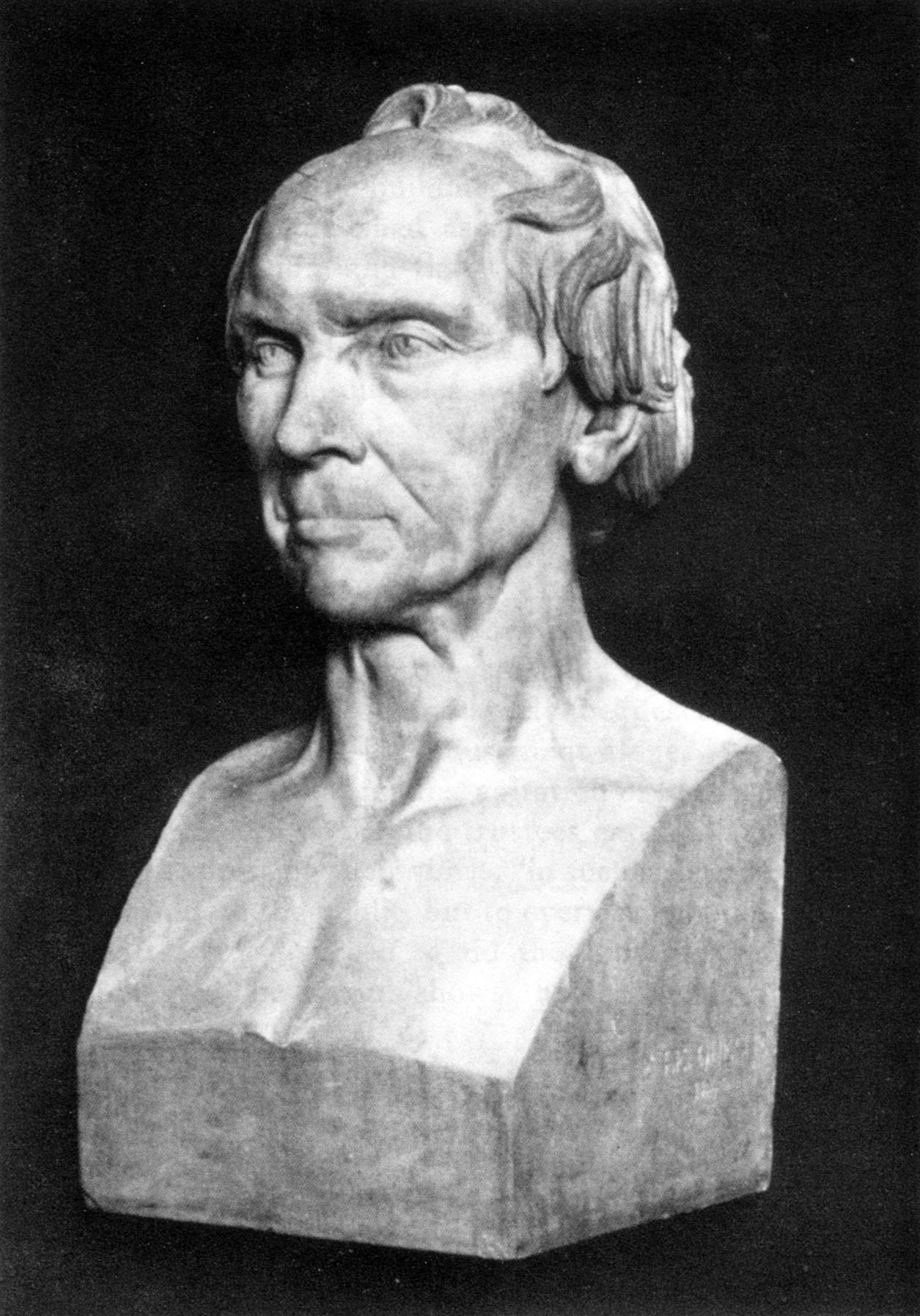
Büste von Eugène-Louis Lequesne

Joseph Green Cogswell (* 27. September 1786 in Ipswich (Massachusetts); † 26. November 1871 in Cambridge (Massachusetts)) war ein US-amerikanischer Bibliothekar, Bibliograph und innovativer Pädagoge.

## Leben
Joseph Green Cogswell besuchte ein Gymnasium in Ipswich, Massachusetts, danach die Phillips Exeter Academy und graduierte 1806 am Harvard College zu Cambridge. Von 1807 bis 1809 studierte er Rechtswissenschaften. Dann unternahm er in der Funktion eines Supercargo eine Schiffsreise nach Indien und war anschließend einige Jahre als Anwalt in Belfast (Maine) tätig. 1812 heiratete er Mary, die Tochter des Gouverneurs John Taylor Gilman, doch starb sie bereits im folgenden Jahr. Von 1813 bis 1816 lehrte er in Harvard.
1816 wurde Cogswell zum Associate Fellow der American Academy of Arts and Sciences gewählt. Im gleichen Jahr begab er sich mit seinen Freunden George Ticknor und Edward Everett nach Europa, wo er zwei Jahre lang die Universität Göttingen besuchte, dann weitere zwei Jahre in verschiedenen Großstädten lebte und sich mit besonderem Eifer dem Studium der Erziehungswissenschaften und der Bibliographie widmete. Mit Ticknor war er einige Zeit Gast von Sir Walter Scott in Abbotsford. Im Februar und März 1819 schrieb er auch zwei anonyme Artikel im Blackwood’s Magazine, die sich kritisch mit dem Erziehungssystem der Vereinigten Staaten auseinandersetzten.
Nach seiner Heimkehr wurde Cogswell 1820 Professor der Mineralogie und Geologie sowie Bibliothekar an der Harvard University. 1823 legte er seine Stellen nieder, um zusammen mit George Bancroft die Round Hill School in Northampton (Massachusetts) zu gründen, der er zuerst fünf Jahre gemeinsam mit Bancroft sowie nach dessen Rückzug fünf Jahre allein bis 1834 vorstand. Dann errichtete er eine ähnliche Anstalt zu Raleigh in North Carolina. Beide Institute waren ausgezeichnete, nach deutschen Prinzipien eingerichtete Unterrichtsanstalten. Allerdings waren Cogswells Bemühungen, deutsche Unterrichtsstandards in den Vereinigten Staaten einzuführen, letztlich erfolglos. Wegen seiner schlechter Gesundheit und Ablehnung der Südstaatenkultur gab er 1836 seinen Posten in Raleigh auf.
Daraufhin zog Cogswell nach New York City und trat in Verbindung mit der Familie des Bankiers Samuel Ward, dessen drei Söhne in der Round Hill School studiert hatten. Auch übernahm er die Herausgabe der New York Review bis zu deren Einstellung 1842 und wurde mit Johann Jakob Astor bekannt, dem er zusammen mit Washington Irving und Fitz-Greene Halleck bei der Gründung der berühmten Astor-Bibliothek half. Als Washington Irving 1842 zum Botschafter der Vereinigten Staaten in Spanien ernannt wurde, erreichte er, dass Cogswell ihn als Legationssekretär hätte begleiten dürfen; doch Astor wollte auf Cogswells Dienste nicht verzichten und übertrug ihm die Vorbereitungen für die Einrichtung seiner Bibliothek, die er dann auch leiten sollte. Nach Astors Tod 1848 unternahm Cogswell im Interesse der Bibliothek drei Reisen nach Europa, kaufte namentlich in Deutschland und Paris wertvolle Bücher an und trat auch an die Spitze der 1854 eröffneten gemeinnützigen Anstalt, der er bis 1861 vorstand. Er schenkte der Bibliothek seine eigene Sammlung bibliographischer Werke und arbeitete einen Katalog ihres Bücherbestandes aus. Von diesem Catalogue of the Astor library erschienen zunächst 4 Bände (New York 1857–61), die etwa 115.000 Bände verzeichneten, sowie 1866 ein Ergänzungsband.
1862 zog sich Cogswell, der auf seinen Europareisen bedeutende Persönlichkeiten wie Johann Wolfgang von Goethe, Alexander von Humboldt, Pierre-Jean de Béranger, Lord Byron und Sir Walter Scott getroffen hatte, nach Cambridge in Massachusetts zurück. Während seine körperliche Konstitution allmählich nachließ, blieb er geistig weiterhin rege.
Er starb am 26. November 1871 im Alter von 85 Jahren in Cambridge und wurde neben den Grab seiner Mutter beigesetzt, wo ihm seine ehemaligen Studenten der Round Hill School ein stattliches Grabdenkmal errichteten. Von seinem bescheidenen Vermögen vermachte er einer Schule seines Geburtsortes den Betrag von 4000 Dollar.